# Myrcia neocaudata
Myrcia neocaudata là một loài thực vật có hoa trong Họ Đào kim nương. Loài này được Gardner mô tả khoa học đầu tiên năm 1845.